# Suisse au Concours Eurovision de la chanson 1971
La Suisse a participé au Concours Eurovision de la chanson 1971 à Dublin. C'est la 16e participation suisse au Concours Eurovision de la chanson.
Le pays est représenté par le groupe Peter, Sue & Marc et la chanson Les Illusions de nos vingt ans, sélectionnés en interne par la SRG SSR.

## Sélection interne
Le radiodiffuseur suisse, Société suisse de radiodiffusion et télévision (SRG SSR), choisit l'artiste et la chanson en interne pour représenter la Suisse au Concours Eurovision de la chanson 1971.
Lors de cette sélection, c'est la chanson Les Illusions de nos vingt ans, écrite par Maurice Tézé, composée par Peter Reber et interprétée par le groupe Peter, Sue & Marc, qui fut choisie avec Hardy Schneiders comme chef d'orchestre.
Peter, Sue et Marc seront par la suite de nouveau sélectionnés pour représenter la Suisse lors des éditions Eurovision de 1976, 1979 et 1981.
| Ordre | Interprète        | Chanson                        | Langue   |
| ----- | ----------------- | ------------------------------ | -------- |
| 1     | Peter, Sue & Marc | Les Illusions de nos vingt ans | Français |

## À l'Eurovision
Chaque pays a un jury de deux personnes. Chaque juré attribue entre 1 et 5 points à chaque chanson.

### Points attribués par la Suisse
| 10 points | Espagne                             |
| 9 points  | Suède                               |
| 8 points  | France Italie                       |
| 6 points  | Allemagne Royaume-Uni               |
| 5 points  | Espagne Pays-Bas                    |
| 4 points  | Belgique Finlande Norvège           |
| 3 points  | Irlande Luxembourg                  |
| 2 points  | Autriche Malte Portugal Yougoslavie |

### Points attribués à la Suisse
| 10 points                               | 9 points                                            | 8 points   | 7 points               | 6 points                                      |
| --------------------------------------- | --------------------------------------------------- | ---------- | ---------------------- | --------------------------------------------- |
|                                         |                                                     |            | - Italie               | - Allemagne - France - Portugal - Royaume-Uni |
| 5 points                                | 4 points                                            | 3 points   | 2 points               |                                               |
| - Autriche - Irlande - Malte - Pays-Bas | - Finlande - Monaco - Norvège - Suède - Yougoslavie | - Belgique | - Espagne - Luxembourg |                                               |

Peter, Sue et Marc interprètent Les Illusions de nos vingt ans en 4e position lors de la soirée du concours, suivant Malte et précédant l'Allemagne.
Au terme du vote final, la Suisse termine 12e sur les 18 pays participants, ayant reçu 78 points au total,.